# Greenberg
Greenberg ist ein englischer Familienname.

## Herkunft und Bedeutung
Greenberg ist die anglisierte Form des deutschen Familiennamens Grünberg. Der Name war ursprünglich ortsbezogen und bezeichnete eine Person, die auf oder nahe einem waldbedeckten Berg lebte.

## Namensträger
- Adam Greenberg (* 1937), US-amerikanischer Kameramann
- Adrian Adolph Greenberg, bekannt als Gilbert Adrian (1903–1959), US-amerikanischer Kostümbildner
- Alan C. Greenberg († 2014), US-amerikanischer Manager
- Bob Greenberg (1934–2009), US-amerikanischer Manager und Musikproduzent
- Brooke Greenberg (1993–2013), US-amerikanische Frau mit Entwicklungsstörung
- Bryan Greenberg (Kameramann) (* 1950), US-amerikanischer Kameramann
- Bryan Greenberg (Schauspieler) (* 1978), US-amerikanischer Schauspieler und Musiker
- Chuck Greenberg (1950–1995), US-amerikanischer Musiker
- Clement Greenberg (1909–1994), US-amerikanischer Kunstkritiker
- David F. Greenberg (* 1942), US-amerikanischer Soziologe und Kriminologe
- Drew Greenberg, US-amerikanischer Produzent und Drehbuchautor
- Everett Peter Greenberg (* 1948), US-amerikanischer Mikrobiologe
- Gerald B. Greenberg (1936–2017), US-amerikanischer Filmeditor
- Hank Greenberg (1911–1986), US-amerikanischer Baseballspieler
- Jay Greenberg (* 1991), US-amerikanischer Komponist
- Jennifer Leigh Greenberg (* 1974), US-amerikanische Schauspielerin
- Jerome Mayo Greenberg (1922–2001), US-amerikanischer Astrophysiker
- Jill Greenberg (* 1967), US-amerikanische Fotografin
- Joanne Greenberg (* 1932), US-amerikanische Schriftstellerin
- Joseph Greenberg (1915–2001), US-amerikanischer Linguist
- Joshua Greenberg (* 1988), israelischer Eishockeyspieler
- Leah Greenberg (* 1987), US-amerikanische politische Aktivistin
- Leslie S. Greenberg (* 1945), kanadischer Psychotherapieforscher
- Martin Greenberg (1941–2011), US-amerikanischer Anthologe und Schriftsteller
- Marvin Jay Greenberg (1935–2017), US-amerikanischer Mathematiker
- Maurice Greenberg (* 1925), US-amerikanischer Manager
- Michael Greenberg (* 1952), US-amerikanischer Schriftsteller
- Michael E. Greenberg (* 1954), US-amerikanischer Neurowissenschaftler
- Moshe Greenberg (1928–2010), US-amerikanisch-israelischer Religionswissenschaftler
- Oscar Wallace Greenberg (* 1932), US-amerikanischer Physiker
- Ralph Greenberg (* 1944), US-amerikanischer Mathematiker
- Richard Greenberg (1958–2025), US-amerikanischer Dramatiker
- Rowland Greenberg (1920–1994), norwegischer Jazzmusiker und Radrennsportler
- Stan Greenberg (Stanley Bernard Greenberg; * 1945), US-amerikanischer Wahlkampfmanager
- Stanley R. Greenberg (1927–2002), US-amerikanischer Drehbuchautor
- Steven Greenberg (* 1956), US-amerikanischer Rabbiner und Autor
- Sylvia Greenberg (* 1955), rumänisch-israelische Opernsängerin (Sopran)
- Uri Zvi Greenberg (1896–1981), israelischer Schriftsteller und Politiker, siehe Uri Zvi Grinberg

## Weiteres
- Greenberg (Film), US-amerikanischer Film aus dem Jahr 2010
- (3387) Greenberg, Asteroid